# George Daniel Gerlach
George Daniel von Gerlach (Egernførde, 31 agosto 1797 – Copenaghen, 7 marzo 1865) è stato un generale danese.

## Biografia
George Gerlach nacque a Egernførde, figlio del capitano Molter Christoph Gerlach e di sua moglie Anna Sabine Magdalena Boehn. Sposò Caroline Marie Kromayer (1800-1846) nel 1827, dalla quale ebbe otto figli, uno dei quali morì ancora infante.
Chiamato alle armi nel dicembre del 1808 come landlayer, entrò nel reggimento di fanteria nel 1813. Nel 1822 divenne tenente e nel 1830 capitano. Nel 1842 venne nominato maggiore e nel 1848 per il tenente colonnello. Nel 1849-50 prese parte agli scontri rivoluzionari a Fredericia ed a Isted. Venne quindi nominato colonnello a capo del 6º reggimento di fanteria e nel 1854 divenne capo del primo reggimento di fanteria d'istanza a Copenaghen. Con questo nuovo ruolo, nel 1858 Gerlach divenne membro del comitato consultivo del Ministero della Guerra e nel 1859 fu nominato ispettore generale di fanteria.
Quando la guerra scoppiò nel 1864, ottenne il comando della 1ª divisione di fanteria, costringendo i prussiani a fuggire nello scontro di Mysunde del 2 febbraio di quello stesso anno. Sostenne la decisione del generale De Meza di abbandonare il campo a Dannevirkestillingen. Quando però De Meza venne accusato di fellonia e licenziato dal proprio incarico, Gerlach ottenne l'ordine di sostituirlo al comando. Gerlach comunque continuò ad opporsi all'atteggiamento tenuto dal ministero della guerra nei confronti dello scontro e si oppose più volte al tentativo di difendere a tutti i costi la posizione di Dybbøl, ma venne costretto dai superiori a mantenere quelle posizioni. Dopo la perdita della posizione di Dybbøl, Gerlach si preparò a proseguire la difesa di Fredericia, ma il nuovo ministro della guerra Lundbye gli ordinò di evacuare la città. Questa volta Gerlach cercò di opporsi a questa decisione ma, privato del comando, il suo ruolo passò al generale Steinmann.
Ricevette a questo punto il comando della 1ª divisione per il resto della guerra. Nel dicembre 1864 decise di ritirarsi dall'esercito e l'anno successivo morì a Copenaghen. Venne sepolto nel cimitero di Garnison.